# Tangkil Kulon
Tangkil Kulon is een bestuurslaag in het regentschap Pekalongan van de provincie Midden-Java, Indonesië. Tangkil Kulon telt 4070 inwoners (volkstelling 2010).